# Had Enough
Had Enough is een nummer van de Britse alternatieve rockband The Enemy uit 2007. Het is de vierde single van hun debuutalbum We'll Live and Die in These Towns.
"Had Enough" werd in thuisland het Verenigd Koninkrijk een grote hit. Het bereikte daar de 4e positie. Hiermee was het dan ook de grootste hit voor de band. In het Nederlandse taalgebied deed de plaat niets in de hitparades.

## Tracklijst
UK CD single
1. "Had Enough"
2. "Dancin' All Night"

UK 7-inch picture disc
A. "Had Enough"
B. "Shed a Tear"
UK 7-inch single
A. "Had Enough"
B. "40 Day and 40 Nights" (Zane Lowe Session)